# Victoria Principal

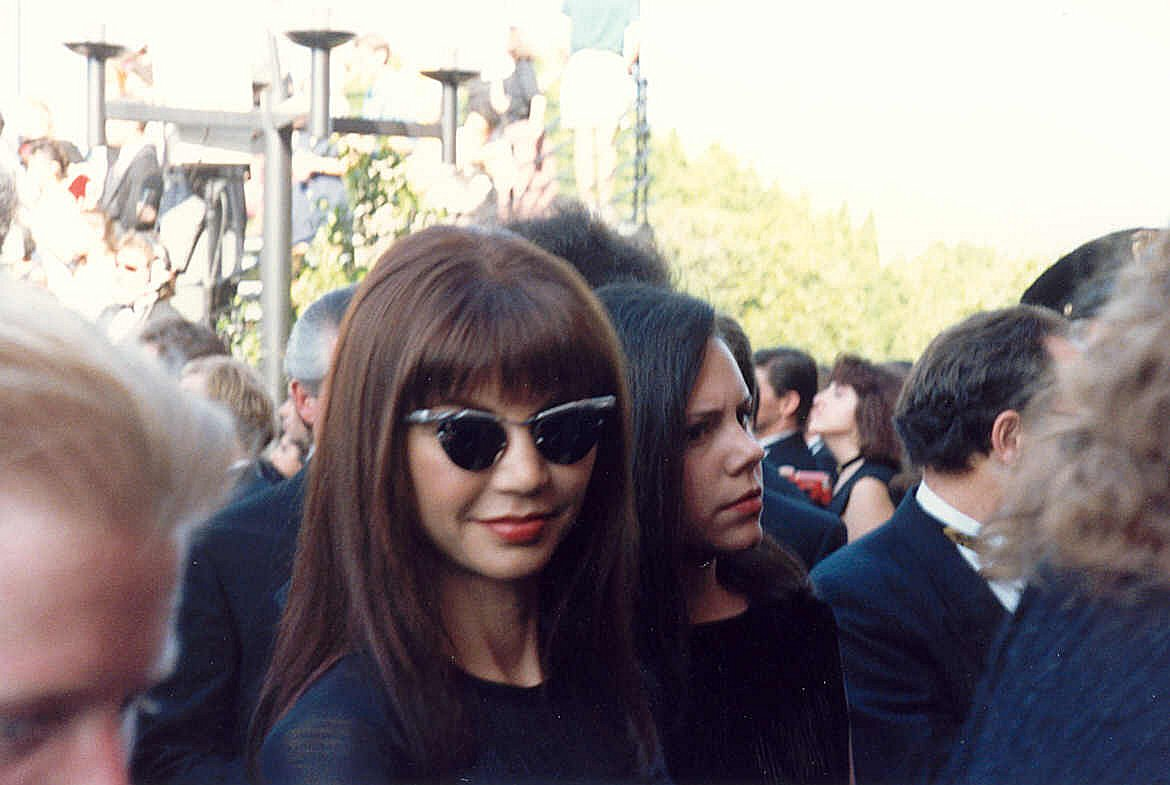
Victoria Principal la Premiile Emmy din 1993

Victoria Principal (n. 3 ianuarie 1950) este o actriță americană, care a jucat rolul lui Pamela Barnes Ewing în filmul serial distribuit de către CBS Dallas  în perioada 1978-1987.